# Le Nil
Pour le fleuve d'Égypte, voir Nil.
Les papeteries  Joseph Bardou et fils Le Nil sont créées à Perpignan vers 1830 et à Angoulême vers 1880.

## Historique

### La famille Bardou
C'est Jean Bardou qui crée la marque de papier à cigarettes "J.B" vers 1845, nom qui se transforme rapidement en JOB. Ce papier à cigarettes est sous forme de bloc ou de cahier souple au format de la cigarette. La production devient très importante. En 1852, ses descendants prennent alors le nom de Bardou Job.
Joseph Bardou, crée lui aussi un atelier de façonnage de papier à cigarettes, en 1849, avec les marques Papier Bardou et Riz Bardou, et la signature "JH Bardou" pour les distinguer de celle de son père, puis de son frère, et dès 1855, il obtient des récompenses pour la qualité de ses papiers à cigarettes. Vers 1880, il commence à faire fabriquer par les papeteries charentaises Lacroix de La Couronne et du Petit Montbron. Son fils Eugène Bardou, crée en 1885, une société en commandité avec en particulier Adolphe Lacroix et la papeterie JH Bardou et fils, précise alors qu'elle possède une usine à Angoulême.
Dès les années 1870 une partie de la production est expédiée au Moyen-Orient et en particulier en Égypte. D'où l'idée de donner le nom de "Nil" à une des marques de papier. Cette marque est déposée le 13 mai 1887 au tribunal de commerce de Perpignan. Surtout, ce produit est lancé par des réclames avec des images de sphinx, pyramides, palmiers et le célèbre éléphant. En 1912 cet éléphant est redessiné par l'affichiste Leonetto Cappiello avec le slogan : « Les fumeurs avisés ne fument que Le Nil »...
Adolphe Lacroix, associé d'Eugène Bardou, transfère son activité de fabrication de papier à cigarettes du Petit Montbron à la papeterie de Saint-Cybard à Angoulême en 1901. Cette association dure jusqu'en 1910. La fabrication du papier se fait à Angoulême avec à Saint-Cybard deux machines à papiers, des bobineuses, filigraneuses, gommeuses et machines à enchevêtrer. Le façonnage se fait à Perpignan.

### L’ascension et la notoriété d'une entreprise sous la famille Broussaud
En 1919, la société dont Edouard Broussaud assure la direction prend le nom de Bardou Broussaud Bonfils. Edouard Broussaud, grand notable d'Angoulême fut un dirigeant paternaliste et reconnu pour son action sociale. Cet industriel du papier, pionnier  de la publicité était notamment le fondateur de la marque ZED et de bien d'autres marques.
La papeterie de Saint-Cybard est fermée de 1910 à 1919, et des travaux de réaménagements commencent dès 1914. L'usine de Perpignan est transférée à Angoulême en 1930.
La papeterie prend alors un essor considérable et fabrique toutes sortes de papiers minces dont le papier à cigarettes ou le papier bible. La notoriété du Nil est bien réelle et Alphonse Allais dans son roman L'Affaire Blaireau fait répondre à celui à qui refuse un cigare : Je ne fume que le Nihil. Ou encore la célèbre émission télévisée Le Petit Rapporteur choisit comme support de l'émission (logo), un visuel issu de la publicité pour le papier à cigarette 'Le Nil', publiée au milieu des années 1900.

### Une entreprise paternaliste
L'entreprise, très paternaliste, offrait des nombreux avantages à ses employés, niveau de salaires, primes et gratifications mais aussi crèches, garderies, service médico-social, comité d'entraide, jardins et logements ouvriers. En 1930, elle employait environ deux cents salariés dont 2/3 de femmes. Le centenaire des papeteries, le 7 mai 1949 a été marqué par un banquet de plus de sept cents couverts réunissant tous les employés et de nombreuses personnalités.

### Le déclin
Le Nil sera cédé en 1968 aux papeteries Bolloré (OCB).
À la fin de l'année 1970, la machine à papier de Saint-Cybard cesse son activité et progressivement, les ateliers sont transférés à Cothiers.

### Le musée
Les locaux, rénovés, abritent le musée du papier d'Angoulême.

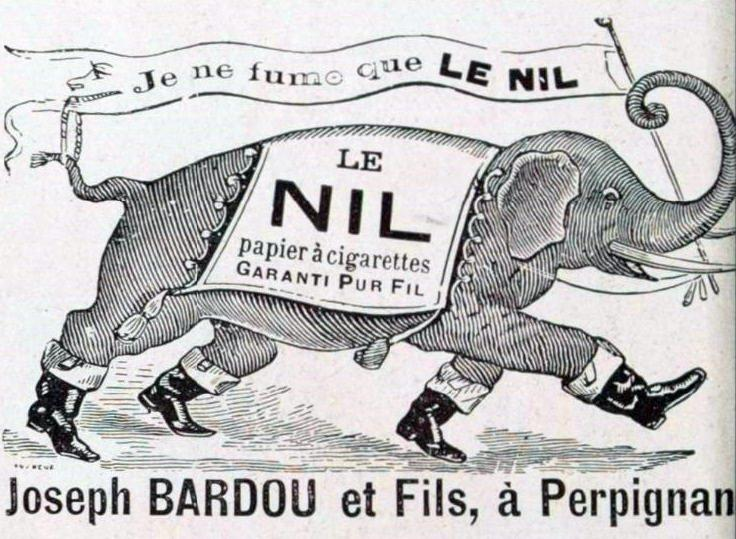
Publicité, 1906
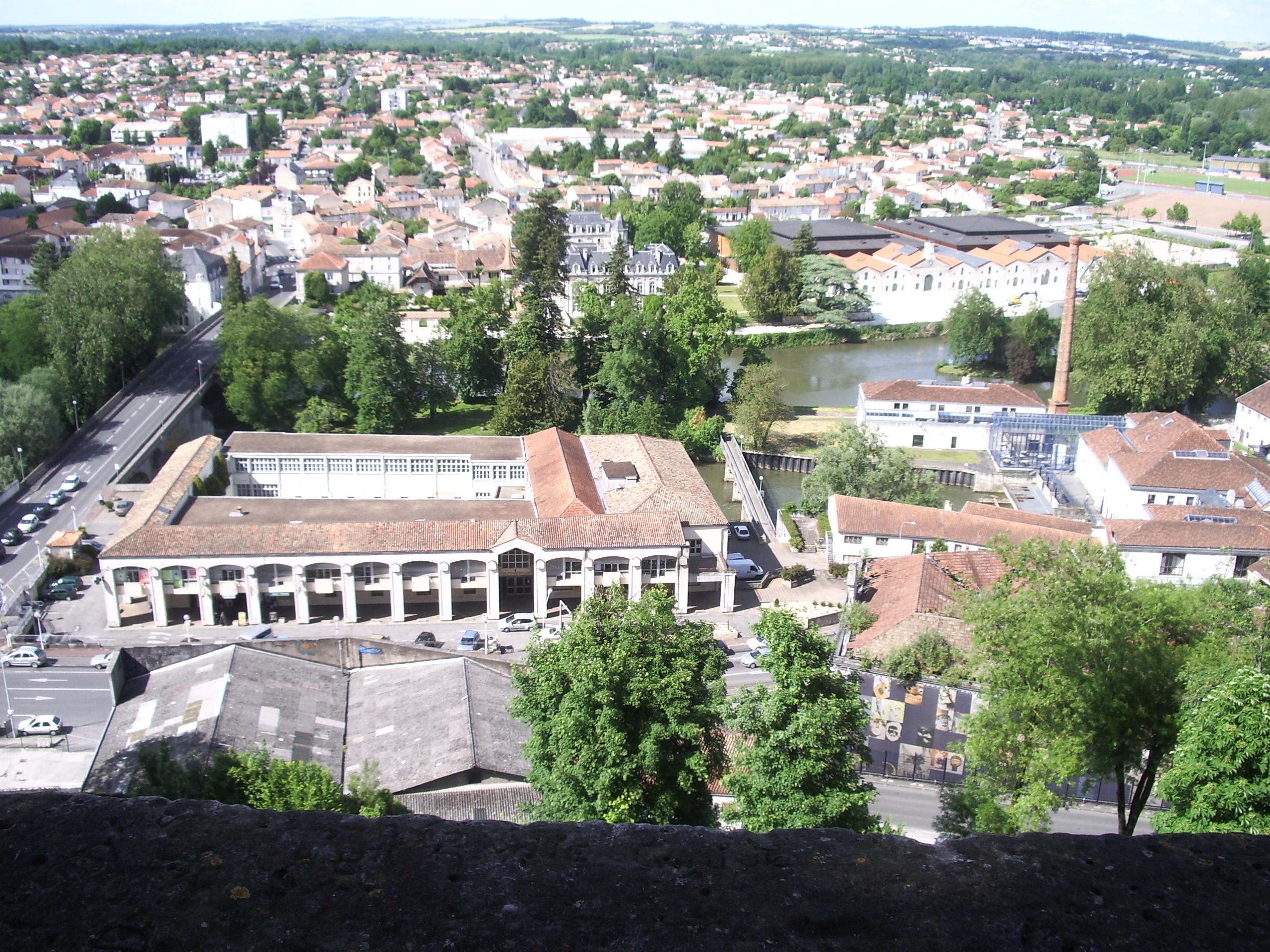
Anciennes papeteries du Nil de Saint-Cybard, à Angoulême
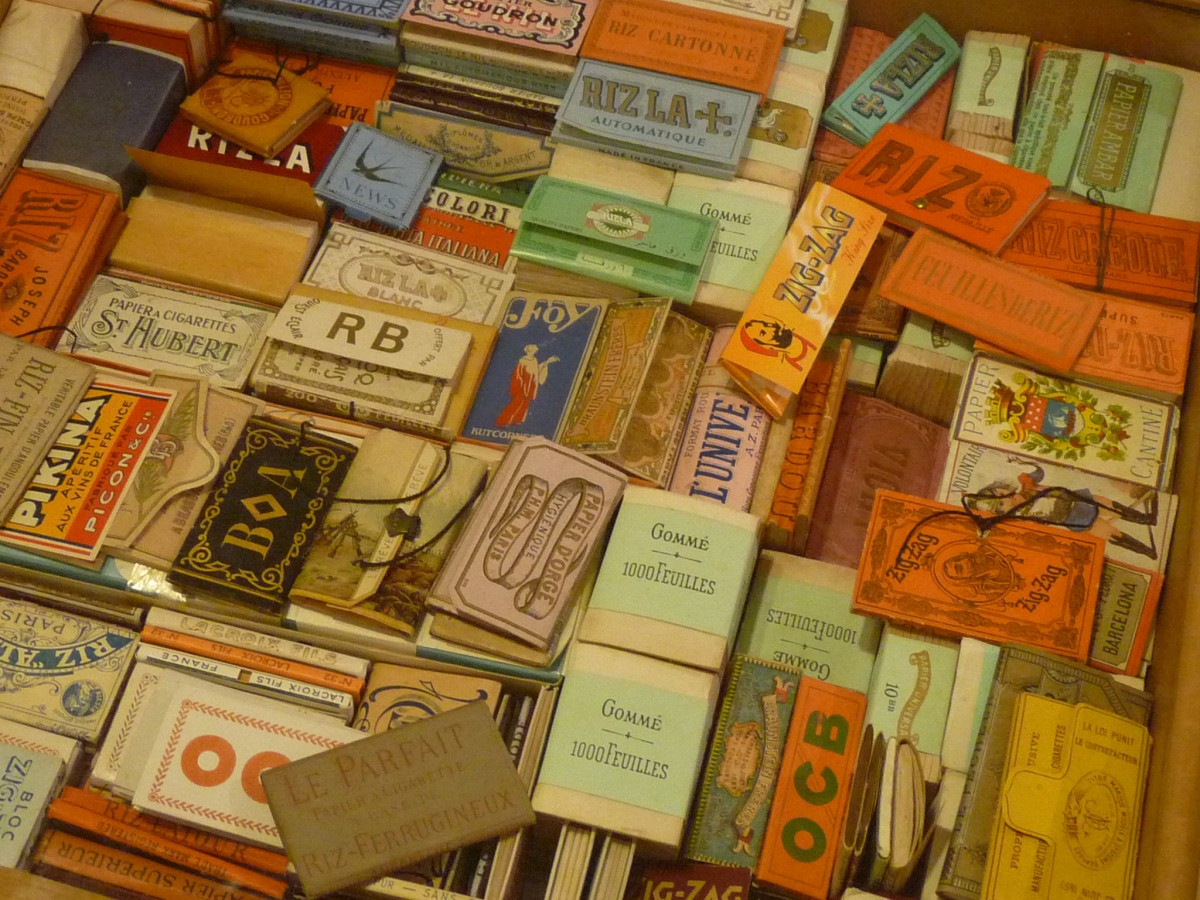
Différents papiers à cigarettes au musée du papier d'Angoulême, dont le "Riz Lacroix"
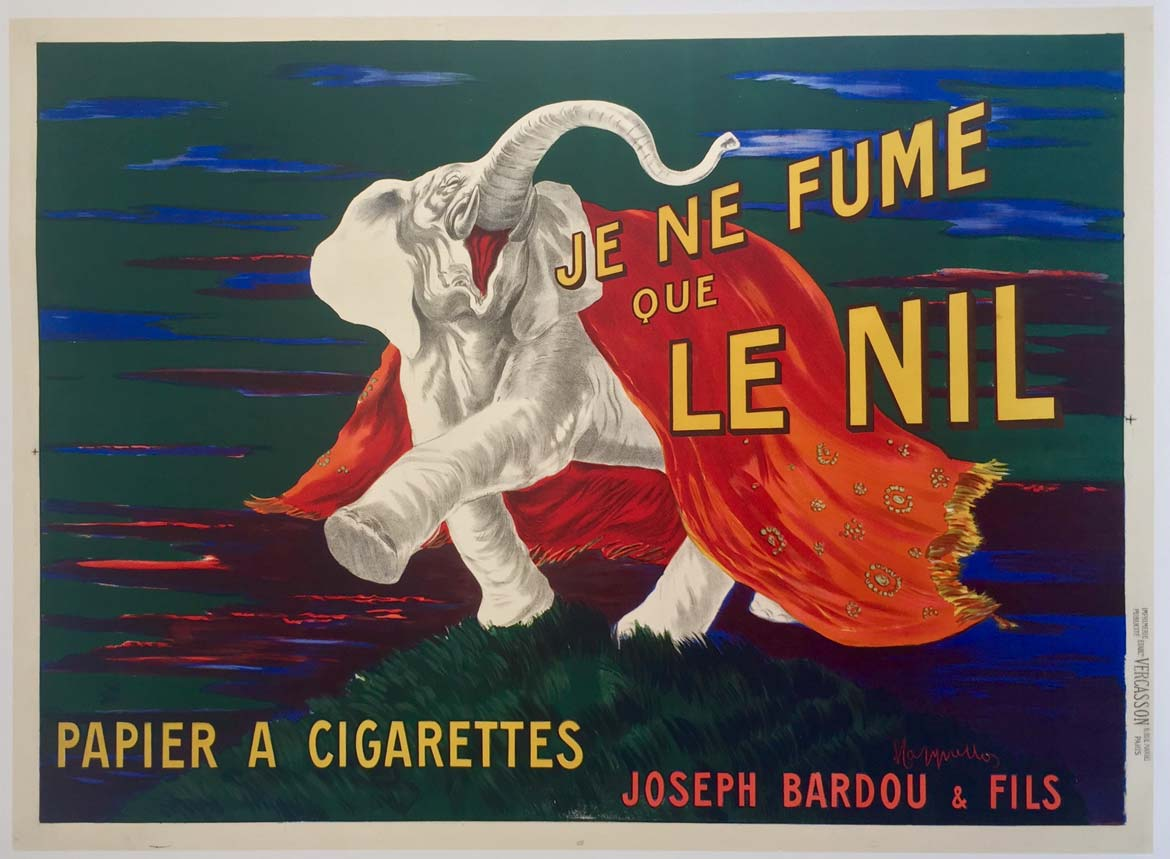
Affiche Le Nil par Cappiello